# Argyrolopha punctilinea
Argyrolopha punctilinea är en fjärilsart som beskrevs av Louis Beethoven Prout 1921. Argyrolopha punctilinea ingår i släktet Argyrolopha och familjen nattflyn. Inga underarter finns listade i Catalogue of Life.